# 金毘羅船々
「金毘羅船々」（こんぴらふねふね）は香川県の民謡。全国の遊郭に座敷唄として広まり、唄にのせて行う座敷遊びとしても知られる。

## 解説
香川県仲多度郡琴平町を中心に唄われる。琴平町の西にある象頭山の中腹には金毘羅大権現（金刀比羅宮）があり、江戸期には金毘羅へと伊勢詣と同じように参拝客が多く訪れた。「金毘羅船々」は金毘羅参りの中で唄われた道中唄であると伝えられるが、その発祥ははっきりとしておらず、元禄の頃に金毘羅参りの起点となる大阪港から唄い出されたともされる。この金毘羅への参詣客を運んだ「こんぴら船」は1744年（延享1年）より始まっている。
短く軽妙なこの唄は騒ぎ唄の一種ともして座敷唄に好まれ、幕末頃から明治にかけて全国的に広まった。明るい曲調から人気が高く学校教材としても用いられる。

## 座敷遊び
芸妓と客が向かい合い「金毘羅船々」の唄に合わせて交互に手を出し合う遊び。袴を二人の間に置き、唄にあわせて交互に袴の位置に手を動かす。袴は手を動かしたときに取り上げる（または戻す）ことができ、袴が無い場合には拳を出し、有る場合には開いた手を出す。手の形を誤ると負けとなる。

## 歌詞
八八の詩が反復する形で唄われる。最も唄われる代表的な歌詞はこの一節である。これに続けて俳人の大西一外により、1928, 9年（昭和3,4年）頃に作られたと伝わる歌詞が続く場合もあり、二節よりあとは様々な歌詞で唄われる。
「追手」は追い風を意味し「シュラ シュ シュ シュ」は風を受け船が進む様子を表している。讃州は現在の香川県であり、唄われる「那珂の郡」はかつて存在した那珂郡で、現在は多度郡と統合して仲多度郡となっている。

## みんなのうた
NHKの『みんなのうた』では2回に渡って放送されている。いずれも作詞・作曲名義は「香川県民謡」となっている。
1回目は『金ぴらふねふね』というタイトルで、開始して間もない1961年12月から1962年1月に放送。編曲は小森昭宏で、歌はスリー・グレイセス・ボニージャックス・みすず児童合唱団が担当した。映像は2種類あり、12月放送分は実写映像だったが、1月放送分は藤城清治が主催する「木馬座」製作のシルエットに変更された。
一方の2回目は『こんぴらふねふね』というタイトルで、4年後の1966年2月から同年3月に放送。編曲は山本直純、歌は東京放送児童合唱団に変更された。なお映像は「木馬座」によるシルエットだが、1回目の物との関連性は不明。

## 現在
現在でも知名度が高く、JR四国は「金毘羅船々」を琴平駅の列車接近メロディにしている。
また、丸亀競艇場では発売締切前BGMとして使用されている。　　　　　　　　　　　　　　　　　　　　　　　　　　　　　　　　　　　　　　　　　　　　　　　　　　　　　　　　　
また、1969年、デューク・エイセスが「にほんのうた」シリーズとして香川県の歌「クンビーラ大権現」（作詞：永六輔、作曲：いずみたく）を発売した。歌詞の中で、金毘羅船々　追い手に帆かけて　シュラシュシュシュ　シュラシュシュシュ　と歌っている。

## 評価
天野祐吉はこの曲を、宗教のCMソングとして一番感心した曲であると語っている。